# Великая Волосянка
Великая Волосянка (укр. Велика Волосянка) — село в Стрелковской сельской общине Самборского района Львовской области Украины.
Через село течёт река Волосянка.
Население по переписи 2001 года составляло 428 человек. Занимает площадь 1,877 км². Почтовый индекс — 82097. Телефонный код — 3238.